# 자기중심적 편향
자기중심적 편향(Egocentric bias)은 자기의 관점에 지나치게 의존하고 현실보다는 자신을 더 높이 평가하는 경향을 말한다. 개인의 자아(ego)를 만족시키고 기억강화(memory consolidation)에 더 유리하게 하는 심리적 욕구의 결과라고 할 수 있다. 한 연구틀:By whom에 의하면 경험, 사고, 신념은 그것들이 자기 자신에게 맞춰서 자기중심적 견해를 일으킬 때 더욱 쉽게 상기된다. 마이클 로스(Michael Ross)와 피오레 시콜리(Fiore Sicoly)는 1979년 논문, "Egocentric biases in availability and attribution"에서 인지 편향(cognitive bias)을 처음 규명했다. 대부분의 심리학자들은 자기중심적 편향이 다른 관련 현상들을 품는 포괄적 용어(umbrella term)로서 사용하고 있다.
자기중심적 편향의 효과는 연령, 구사 가능 언어 등 개인적 성격에 따라 달라질 수 있다. 지금까지는 여러 상황이나 맥락 가운데에서 자기중심적 편향에 관한 특정한 의의에 주목한 연구가 많았다. 집단 과제 연구는 인간이 타인의 기여보다 자신의 공헌을 다르게 본다고 밝혔다. 다른 영역 연구에서는 정신병환자들이 자기중심적 편향을 보이는 방식과 자기중심적 편향과 유권자 분포 간 관계에 대하여 연구했다. 이런 연구는 피실험자의 필기 설문 혹은 구두 설문과 함께 개인 일생 혹은 다양한 가설적 시나리오 가운데에서의 결정에 근거한 것이다.

## 역사 및 분석
자기중심적 편향은 1980년 미국 오하이오대학교(The Ohio State University) 심리학자 앤서니 그린왈드(Anthony Greenwald)가 처음 고안했다. 그는 사람들이 신념을 왜곡해서 자신의 기억에서 떠올린 것이나 처음 이해한 것이 실제 일어난 것과 다르다고 보는 현상으로 정의했다. 그린왈드는 로저스(Rogers), 카이퍼(Kuiper), 커커(Kirker)의 연구를 인용했다. 이들은 인코딩 과정(encoding process, 두뇌에 기억을 하는 것) 동안 정보가 자신에게 어떻게 영향을 줄지 생각할 경우 인간이 정보를 더 잘 떠올리는 능력으로서 자기참조 효과(self-reference effect)를 연구했다. 그린왈드는 자기참조 효과는 특정 상황에서의 자기 역할을 과장하는 측면이 있다고 주장한다. 또한 상황의 결과에 있어 직접적인 역할을 수행할 때, 인간이 수동적보다는 적극적으로 정보를 만들어 낼 때 정보가 잘 인코딩되기에 자기중심적 편향을 더 보일 수 있다.
자기중심적 편향은 타인의 시각에서 상황을 생각하지 못할 때 일어난다. 자기중심적 편향은 인간이 자기에게 유리한 결과는 선호하면서도 또한 처리하기에 도덕적으로 타당한 방식이라고 믿는 점에서 윤리적 판단에도 영향을 끼쳤다. 사람은 자신에 대한 정보를 더 많이 얻고자 자기의 생각과 감정을 이용할 수 있기에 자기의 행동을 더욱 알고자 하는 경향을 보인다. 생각과 감정은 사람이 특정 상황에서 타인에 관하여 자기 자신을 바라보는 방식에 영향을 줄 수 있다. 흔한 예시로는 집단 과제에서 여러 사람들에게 얼마나 많은 신용을 받을지 설명하라는 질문을 받을 때이다. 하버드대학교(Harvard University) 심리학 교수 다니엘 샥터(Daniel Schacter)는 자기중심적 편향을 기억의 일곱가지 원죄(seven sins of memory)로 생각하고, 일화 기억(episodic memory)을 인코딩하고 상기할 때 자아가 수행하는 역할을 반영한다고 보았다. 때문에 사람은 자기가 한 일에 더 주목하는 경향이 있기 때문에, 자신이 집단 과제에 한 공헌이 다른 멤버보다 크다고 느낀다.
사회적 맥락에서 자기중심적 편향은 자신의 긍정적인 특질(trait)을 유지할 수 있는 사회 서클을 택하게 한다. 연구에 의하면 친구나 사회 모임을 선택하는 것은  그동안 받았던 긍정적인 피드백의 양에 따라 다르다.